# Історико-культурний заповідник «Буша»
48°19′58″ пн. ш. 28°07′12″ сх. д. / 48.33287° пн. ш. 28.119941° сх. д.
Істо́рико-культу́рний запові́дник «Буша́» — державний заповідник, розташований у селі Буша, що в Ямпільському районі Вінницької області України. Заповідник створено постановою Кабінету Міністрів України від 18 серпня 2000 р.

## Історія
Заповідник створено з метою збереження пам'яток архітектури, археології та історії.
Всі пам'ятки комплексу «Буша» об'єднані загальною територією. Це 8 об'єктів:
- 4 пам'ятки археології від ІІІ тис. до н. е. до ХІІ ст. н. е.,
- залишки фортеці та підземних ходів XVI–XVII ст.
- міська ратуша XVI ст. (розташована на території приватної садиби)
- дохристиянський та християнський скельний храм V—XVI ст. н. е. з унікальним художнім рельєфом
- цвинтар XVIII—XIX ст.

На території заповідника також розташований парк історичної скульптури, де щорічно проводяться міжнародні зустрічі скульпторів-каменотесів, та музеї: археології, етнографії, оборони Буші та музей подільської кераміки.
2015 року Бушу відвідало 30 тисяч туристів, з них близько 40 іноземці — переважно з Росії, Молдови, Франції, Австрії, США. Провели 770 екскурсій, більшість з них групові — для 20-30 осіб, коштують до 2,5 тис. грн. 

## Щорічний пленер скульпторів
З 1986 року в Буші щороку проходить кількатижневий пленер скульпторів «Подільський Оберіг», під час якого майстри з України і з-за кордону витесують скульптури на задану тему. Це стало можливим завдяки багатим покладам каменю-пісковика у цей місцевості. 2015 року роботи були присвячені слов'янському язичництву, 2016 року — музиці українського композитора Миколи Леонтовича, автора всесвітньовідомого «Щедрика», який народився, виріс і працював на Поділлі. Після пленеру кілька скульптур передали в село Марківка Теплицького району, де є музей Леонтовича. Решту лишили в Буші.
Загалом за 30 років на території заповідника завдяки пленерам з'явилося 200 кам'яних фігур. Це найбільший парк скульптур в Україні та один із найбільших у Європі.

## Скельний храм
Храм був відкритий у 19 ст. відомим істориком та археологом В. Антоновичем. На барельєфі зображена жінка на колінах, що нібито молиться, дерево без листя, півень на ньому, олень та загадковий квадрат над ними.

## Світлини

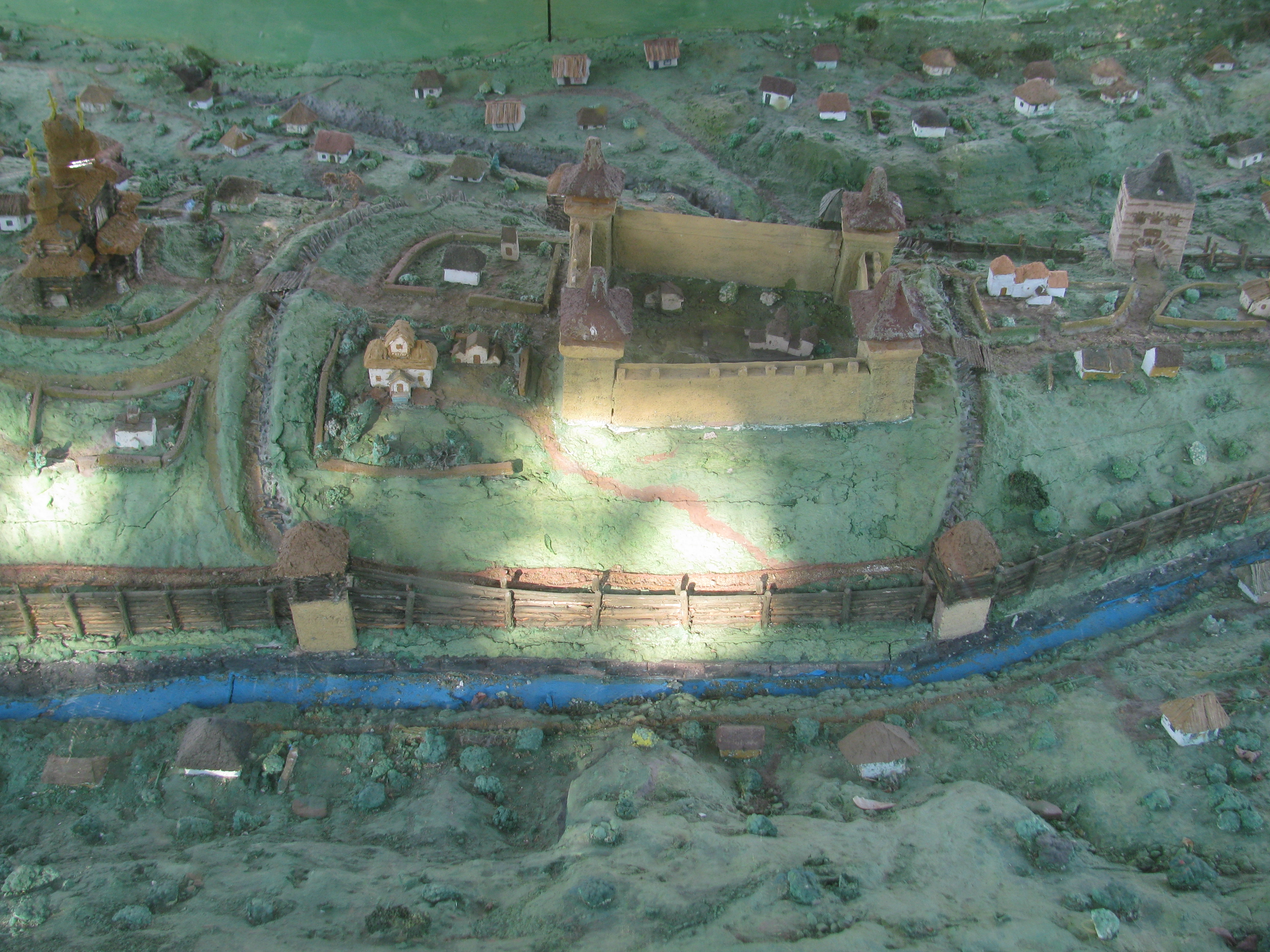
Реконструкція Бушанського замку
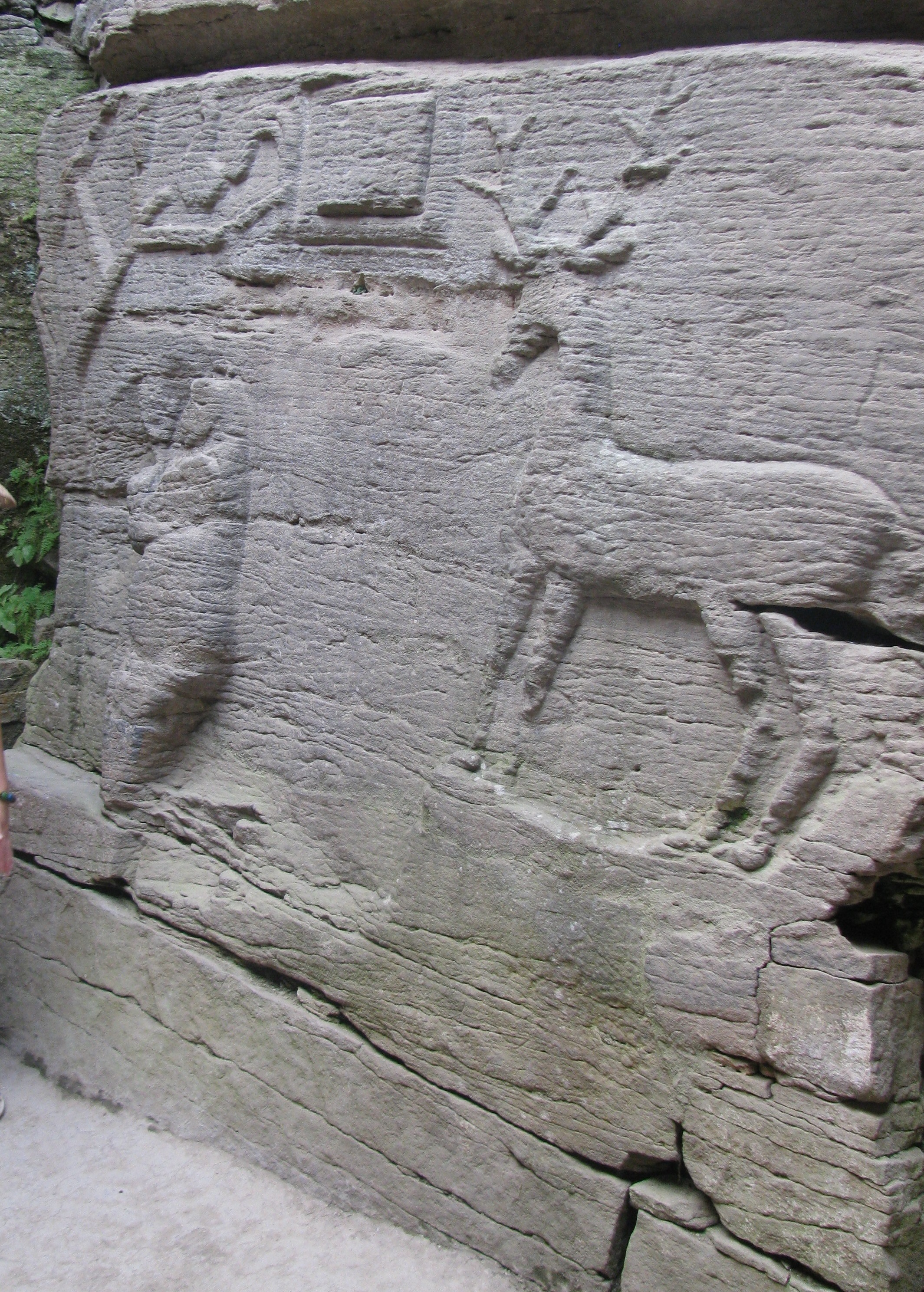
Язичницький барельєф у Скельному храмі
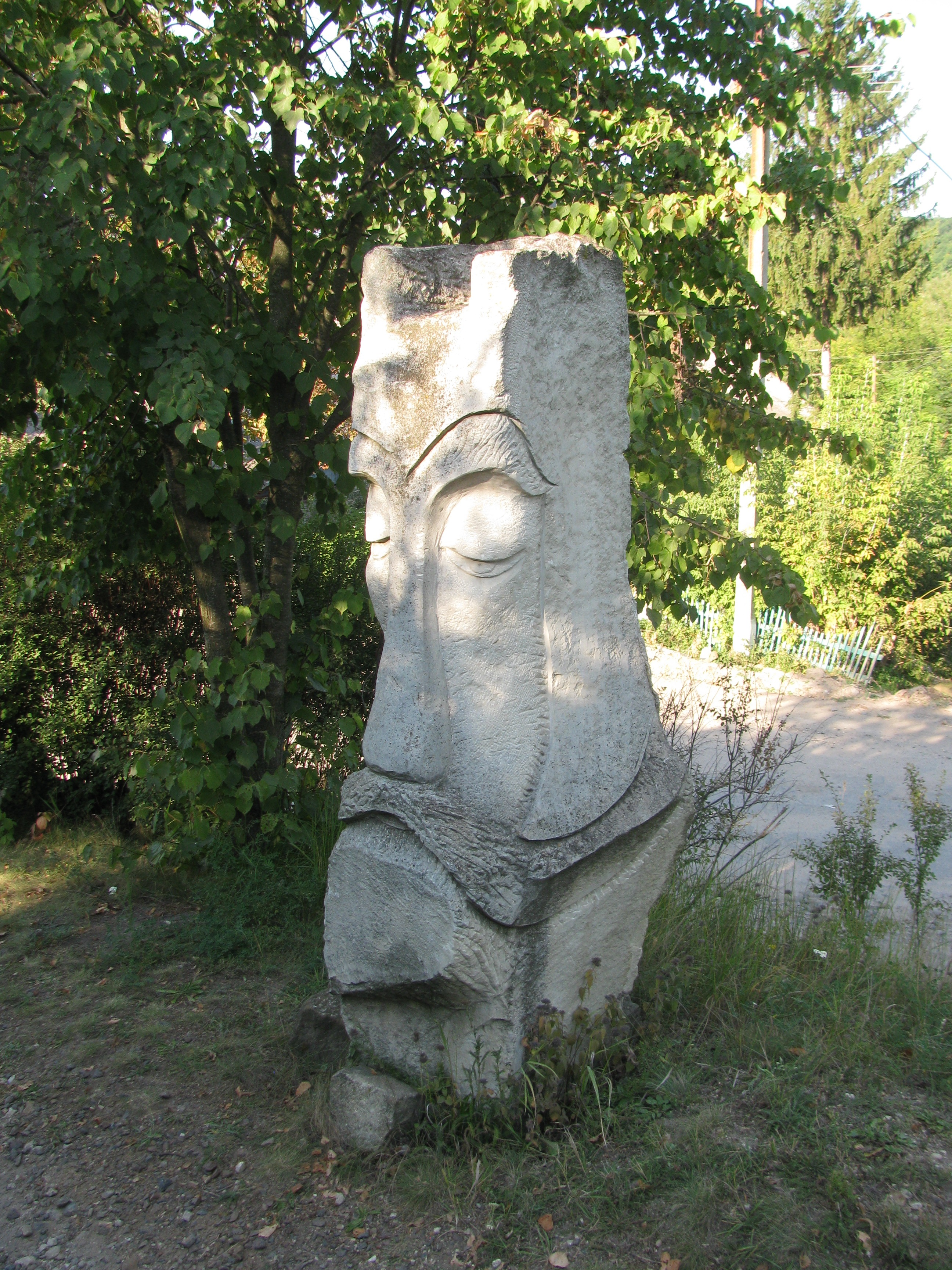
Бушанська скульптура
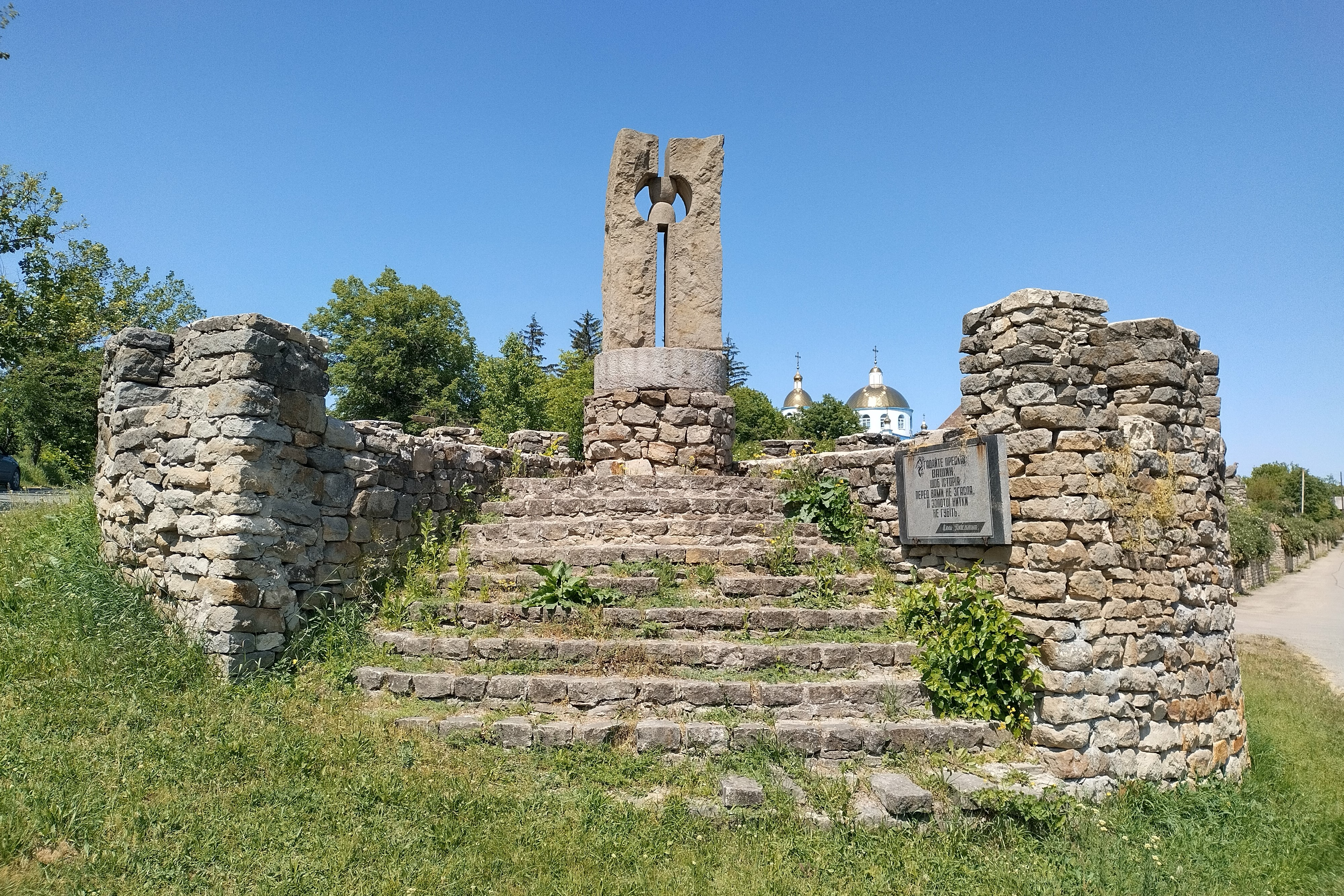
Пам'ятник біля Бушанського замку
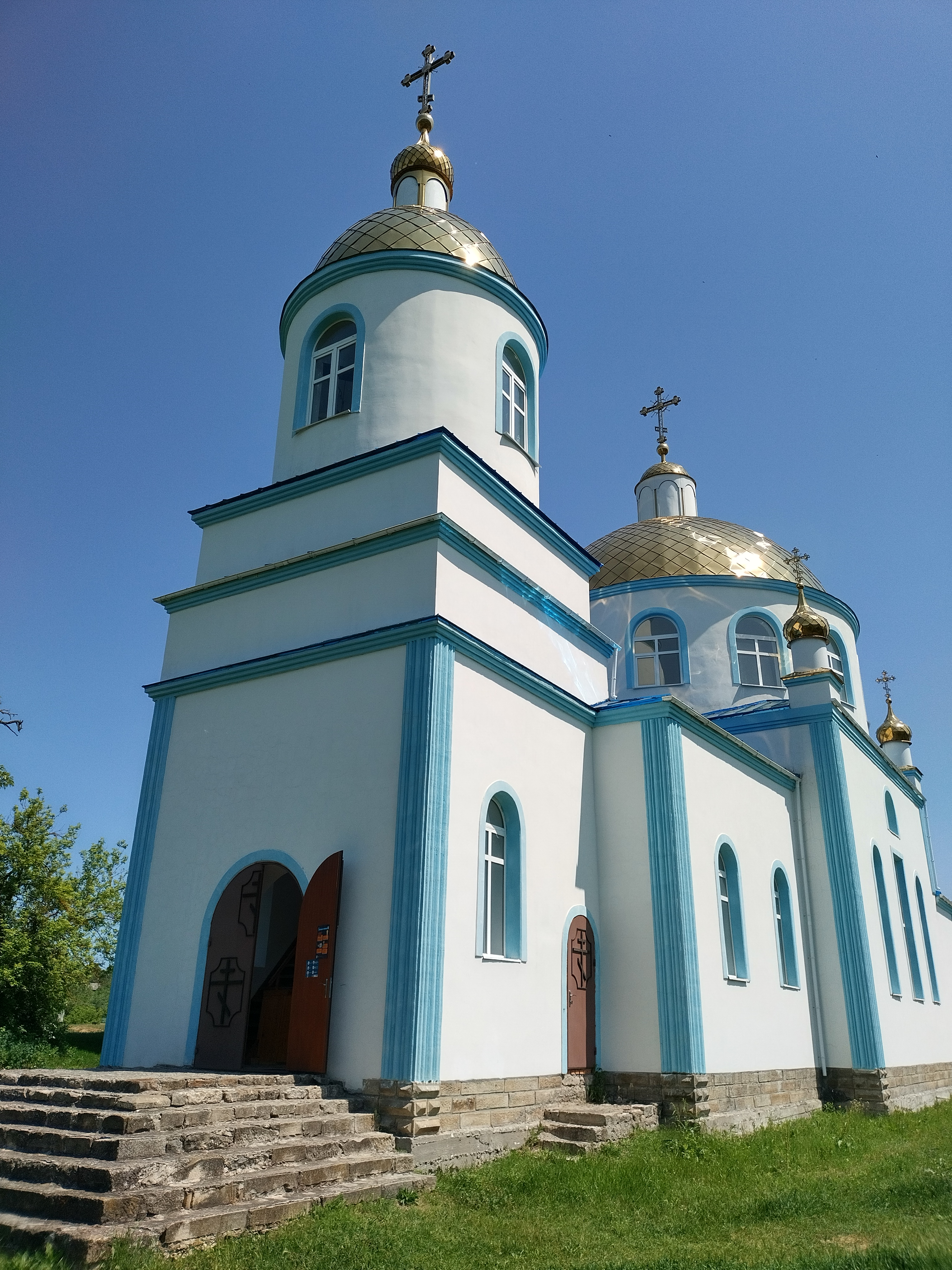
Церква Феодосія Чернігівського
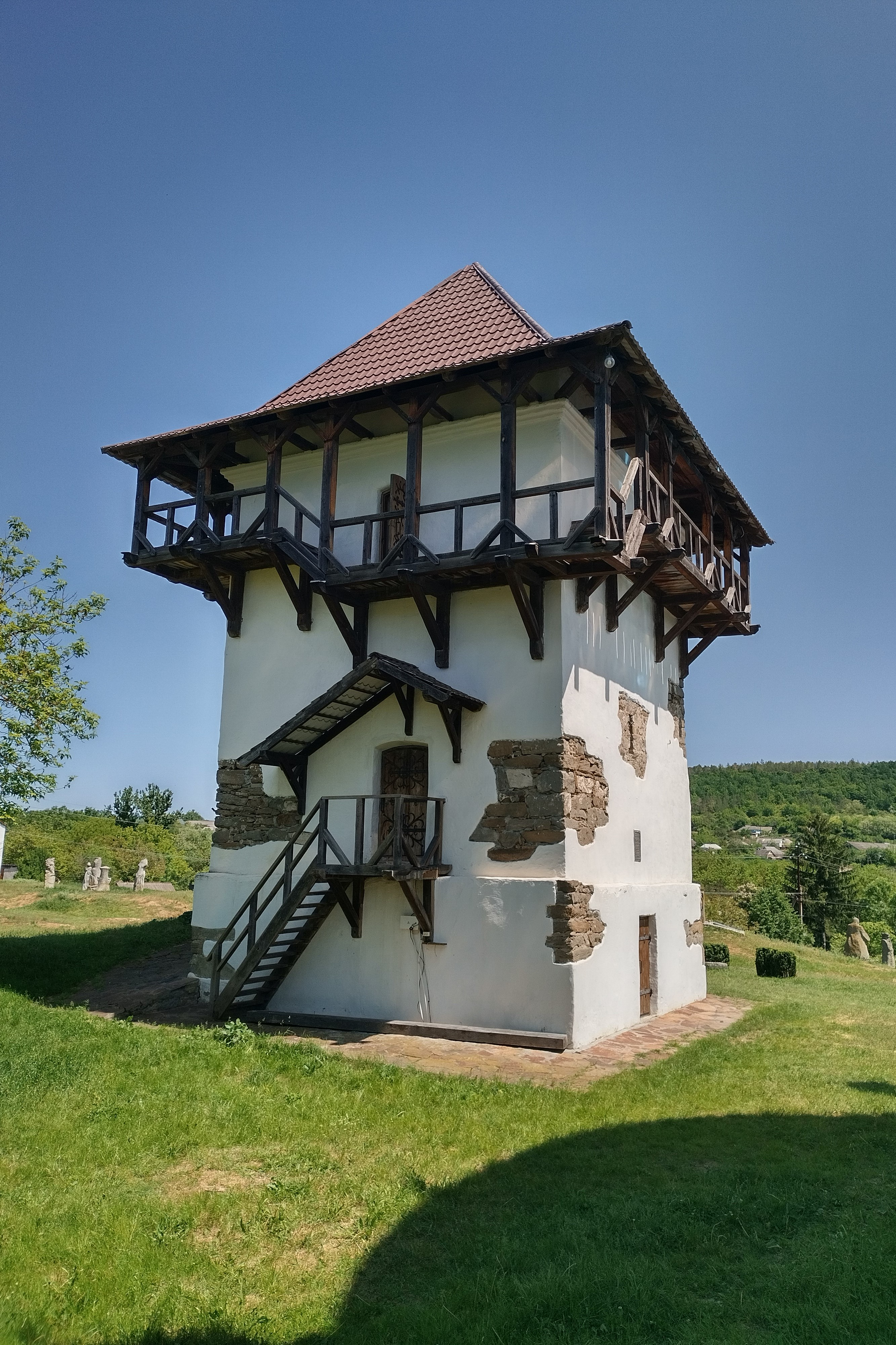
Замкова вежа XVI-XVII ст.
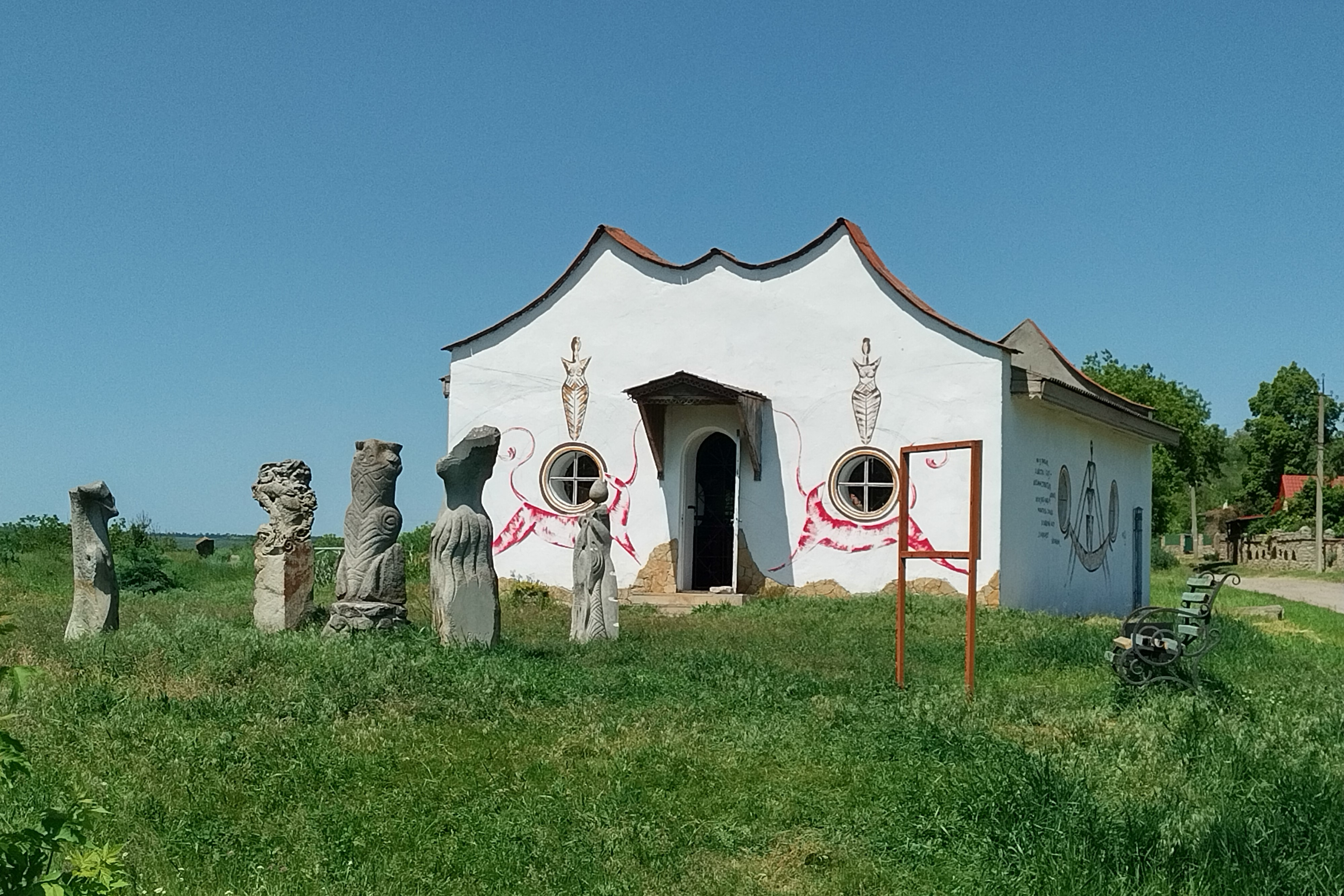
Музей Трипільської культури
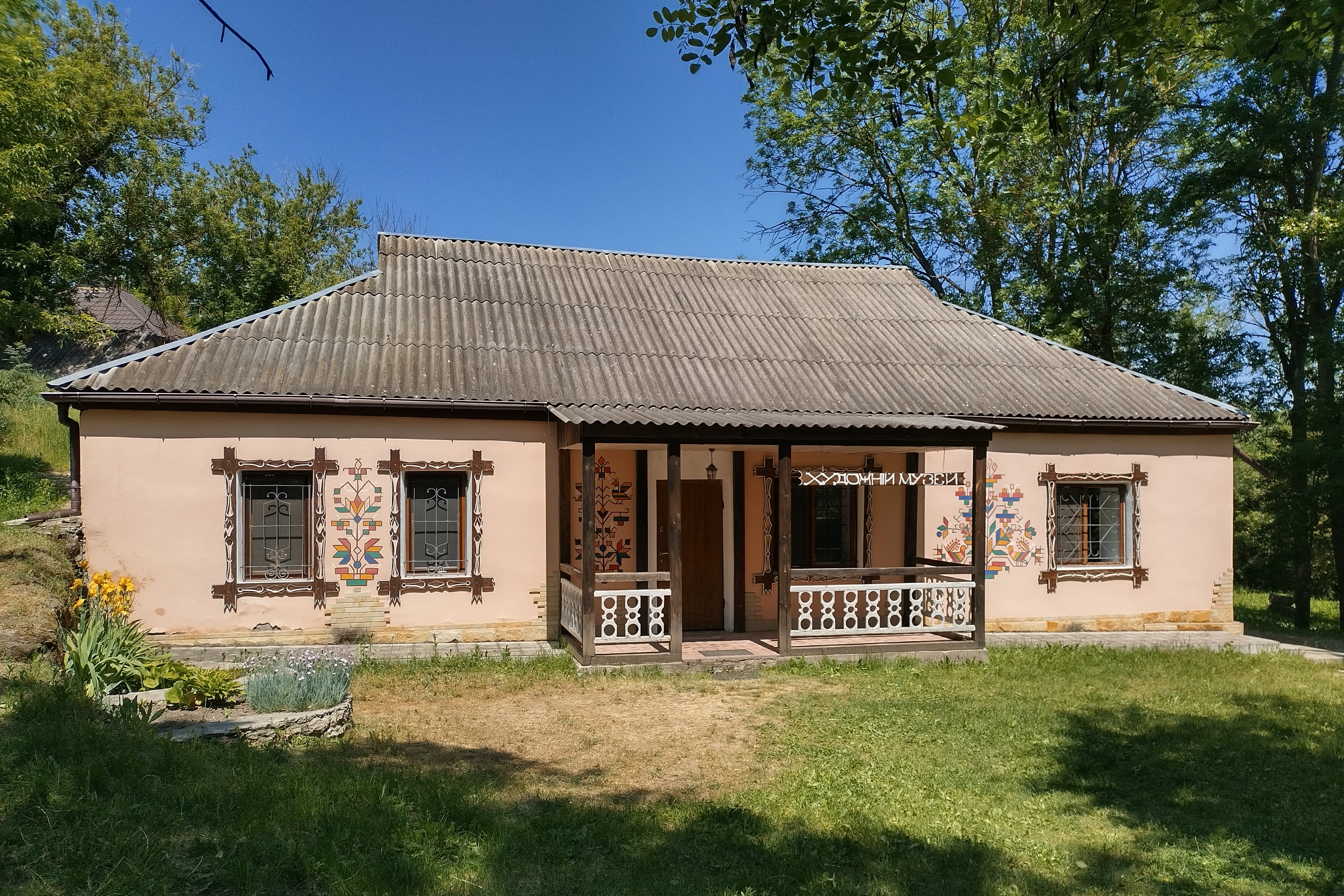
Художній музей
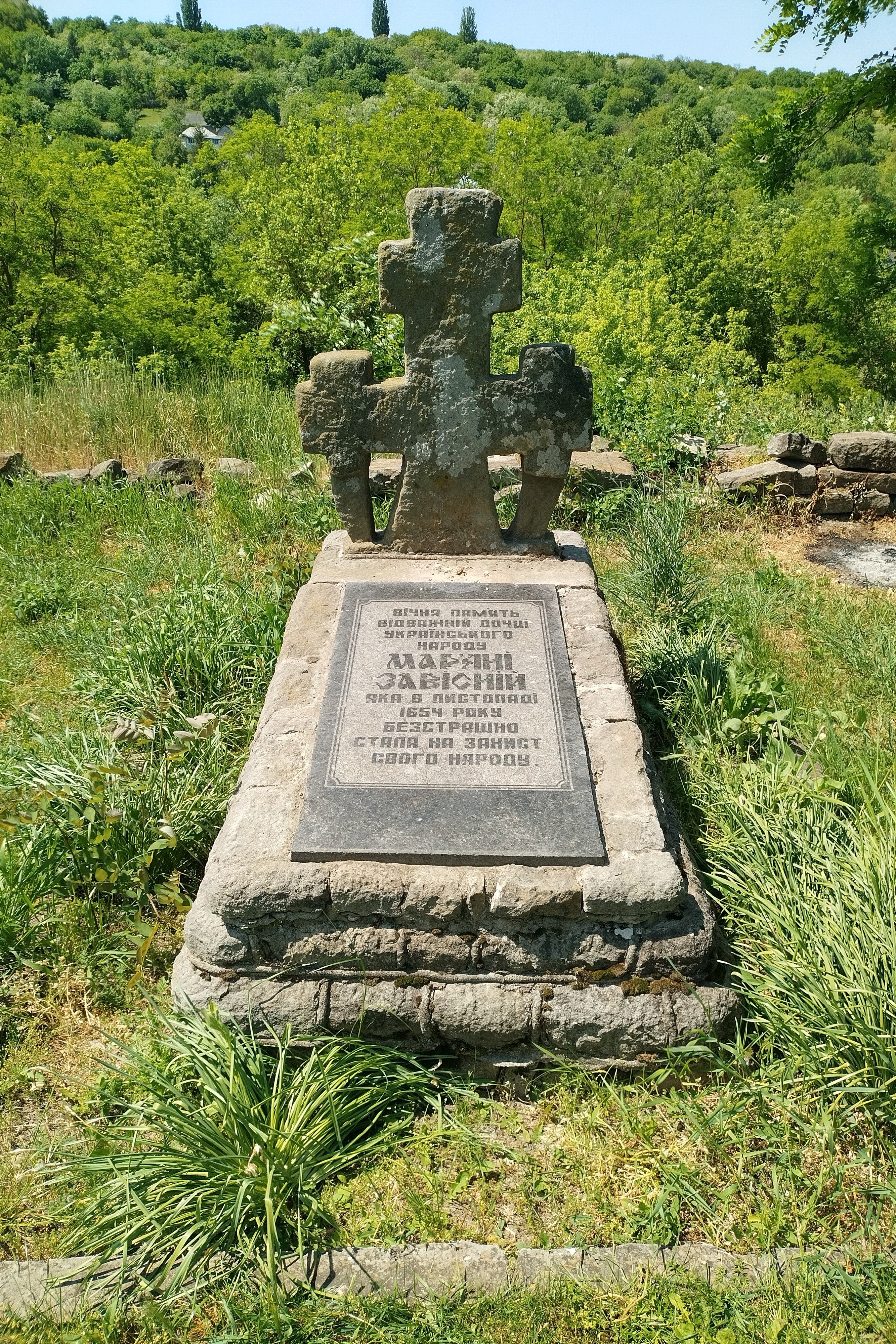
Надгробок Мар'яні Завісній